# Chá Thành
Chá Thành hay Giá Thành (chữ Hán giản thể: 柘城县 Hán Việt: Chá Thành huyện) là một huyện thuộc địa cấp thị Thương Khâu, tỉnh Hà Nam, Cộng hòa Nhân dân Trung Hoa. Huyện này có diện tích 1048 km2, dân số người 928.000 người. 
Huyện này được chia ra thành các đơn vị hành chính gồm 23 trấn và hương. Các đơn vị này lại được chia ra thành 494 thôn hành chính.
Các hương trấn: Thành Quan, Thiệu Viên, Trương Kiều, Lương Trang, Trần Thanh Tập, Hồng Ân, Khởi Đài, Lão Vương Tập, Đại Hồ Tương, Viễn Tương, Ngưu Thành, Mã Tập, Thượng Trại, Từ Thánh, Tiểu Ngô, Bá Cương, Cương Vương, Giáp Kiều, Lý Nguyên, Hoàng Tập, Thiết Quan.